# Conchylodes hedonialis
Conchylodes hedonialis is een vlinder uit de familie van de grasmotten (Crambidae), uit de onderfamilie van de Spilomelinae. De wetenschappelijke naam van deze soort is voor het eerst voorgesteld als Zebronia hedonialis door Francis Walker in een publicatie uit 1859.
De soort komt voor in Cuba en de Dominicaanse Republiek.